# Лавров, Владимир Нилович
Владимир Нилович Лавров — российский чиновник. Действительный статский советник, председатель Московского окружного суда.

## Биография
16 мая 1856 года окончил Императорское училище правоведения. Женился на дочери известного помещика Николая Жукова Вере. Вместе с ней Лавров владел усадьбой Росва. В 1866 году, у супругов родилась дочь Софья.
В 1866 году значился как почётный мировой судья Калужского уезда. В 1874 году получил чин действительного статского советника. Имел придворное звание камер-юнкера. Занимал пост председателя Московского окружного суда[когда?].
В 1885 году, его дочь Софья вышла замуж за князя Сергея Дмитриевича Урусова. Умер Владимир Лавров 1 октября 1889 (или в 1891) года. Был захоронен в усыпальнице Преображенского собора Тихоновой пустыни.